# Siegfried Verhein
Siegfried Verhein (* 1. Oktober 1897; † 30. Juni 1963) war ein deutscher Offizier, zuletzt Generalleutnant im Zweiten Weltkrieg. Er wurde am 28. Februar 1945 als Generalmajor einer Kampfgruppe, den Resten der 551. Volksgrenadier-Division, mit dem Ritterkreuz des Eisernen Kreuzes ausgezeichnet. In den letzten Wochen des Krieges führte Verhein als Kommandeur die 28. Infanterie-Division bis zu ihrer Kapitulation.